# Parry O'Brien
William Patrick "Parry" O'Brien (Santa Mônica, 28 de janeiro de 1932 – Santa Clarita, 21 de abril de 2007) foi um atleta e campeão olímpico norte-americano, especializado no arremesso de peso e no lançamento de disco.

## Carreira
Depois de fazer parte do time de futebol americano da escola secundária que se sagrou campeão estadual da Califórnia em 1948, ele recebeu uma bolsa de estudos esportiva para a Universidade do Sul da Califórnia, onde, como calouro, continuou a jogar futebol. Um chute no estômago durante um treino que o machucou, fez com que abandonasse o futebol e passasse a se dedicar aos esportes de campo, especialmente ao lançamento de disco e ao arremesso de peso, modalidade esta que se tornou sua especialidade e que praticava na escola secundária.
No começo dos anos 50, ele desenvolveu um novo método pessoal para arremessar o peso. Até então, a maneira padrão era se curvar para trás apoiado num pé, balançar o outro dianteiro para manter o equilíbrio, saltar para a frente e arremessar a bola de ferro. Ao invés disso, O'Brien se posicionava virado para o fundo da área circular, de costas para  a área de lançamento, e fazia um rodopio de 180° usando a rotação do corpo para gerar mais energia e ajudá-lo a lançar o peso a uma distância maior.
Usando este método, hoje universalizado, ele quebrou 17 vezes o recorde mundial – foi recordista entre 1953 e 1959 – sendo o primeiro homem a lançá-lo a mais de 18 metros e ganhando 116 provas consecutivas. O movimento acabou batizado como "Estilo O'Brien" ou "Deslizamento O'Brien". Durante sua carreira, ele ganhou 18 campeonatos amadores amadores da AAU (Amateur Athletic Union), 17 no peso e um no lançamento de disco; nove indoor e oito ao ar livre, cinco deles consecutivos. Além de desenvolver uma técnica especial para o peso, ele criou um método de automotivação, gravando filmes dele mesmo em ação e se dedicando à ioga. A revista TIME, de quem foi capa após seu bicampeonato olímpico em Melbourne 1956 e um dos poucos atletas a sê-lo na história da publicação, disse que ninguém na história do esporte tinha sido mais bem sucedido em combinar atitude mental com atitude física que O'Brien .
Em Helsinque 1952, ele conquistou sua primeira medalha olímpica de ouro com um arremesso de 17,41 m, recorde olímpico. Em Melbourne 1956, então tenente da Força Aérea, manteve seu título com um arremesso de 18,57 m, quebrando seu próprio recorde de quatro anos antes. Retornou pela terceira vez aos Jogos em Roma 1960 para tentar o tricampeonato mas ficou apenas com a prata, uma das raras competições onde não venceu, perdendo para o compatriota  William Nieder. Sua última participação olímpica foi em Tóquio 1964, onde foi o porta-bandeira da delegação norte-americana e ficou com em quarto lugar; mesmo assim, seu arremesso de 19,20 m foi maior do que o de qualquer de suas medalhas anteriores.
Além de suas conquistas olímpicas, Parry também foi bicampeão de arremesso de peso dos Jogos Pan-americanos, na Cidade do México 1955 e em Chicago 1959, e conquistou uma prata e um bronze no lançamento de disco dos mesmos Jogos.

## Vida posterior
Após encerrar a carreira de competição de alto nível, ele continuou pelo resto da vida a participar de torneios masters. Aos 50 anos, arremessou o peso a 17,72 m durante um torneio de veteranos, recorde ainda vigente para a sua faixa etária. E foi praticando esportes que morreu, aos 75 anos, de um ataque cardíaco enquanto participava de uma prova num torneio regional de natação da Southern Pacific Masters Association, na piscina do Santa Clarita Aquatics Club, na Califórnia.